# Live in Roma (Premiata Forneria Marconi)
Live in Roma è un album dal vivo del gruppo musicale italiano Premiata Forneria Marconi, pubblicato il 17 aprile 2012 dalla Aereostella.

## Il  disco
Il disco è la registrazione del concerto tenuto il 9 novembre 2010 che ha chiuso la prima serata della manifestazione "Prog Exhibition" al Teatro Tendastrisce a Roma. Per festeggiare i 40 anni del rock progressivo italiano, la PFM si è anche avvalsa della collaborazione del "flauto magico" del rock Ian Anderson. Inizialmente concepito come CD 3 e 4 del cofanetto legato all'evento, la PFM ha successivamente deciso di estrarre un lavoro personale.

## Tracce
CD 1
1. La Luna nuova (7:51)
2. Il banchetto (5:01)
3. Harlequin (7:40)
4. La terra dell'acqua (8:28)
5. Intro Bach (1:30)
6. Bourée (4:22)
7. My God (8:58)

CD 2
1. Out Of The Roundabout (9:47)
2. Maestro della voce / Luglio, agosto, settembre nero (8:32)
3. Cyber alpha 3.1 (5:03)
4. Impressioni di settembre (5:29)
5. La carrozza di Hans (6:56)
6. È festa (3:57)
7. Se Le Brescion (2:27)
8. La tentazione (2:00)

## Formazione
Gruppo
- Franz Di Cioccio - batteria, percussioni, voce
- Patrick Djivas - basso
- Franco Mussida - chitarra, voce

Altri musicisti
- Piero Monterisi - batteria
- Lucio Fabbri - violino
- Gianluca Tagliavini - tastiera
- Ian Anderson - flauto e voce